# Эрмезинде
Эрмезинде (порт. Ermesinde) — город и район в Португалии, входит в округ Порту. Является составной частью муниципалитета Валонгу. Находится в составе крупной городской агломерации Большой Порту. По старому административному делению входил в провинцию Дору-Литорал. Входит в экономико-статистический субрегион Большой Порту, который входит в Северный регион. Население составляет 45 000 человек. Занимает площадь 7,42 км².
Покровителем района считается Святой Лоренсо (порт. S Lourenço).